# Saison 6 de RIS police scientifique
Chronologie
Saison 5  Saison 7
Cet article présente le guide des épisodes de la sixième saison de la série télévisée française RIS police scientifique.

## Distribution

### Acteurs principaux
- Philippe Caroit : Gilles Sagnac
- Pierre-Loup Rajot : Hugo Challonges
- Anne-Charlotte Pontabry : Katia Shriver
- Stéphane Metzger : Malik Berkaoui
- Barbara Cabrita : Julie Labro
- Coraly Zahonero : Dr Alessandra Joffrin
- Laurent Olmedo : Capitaine Pierre Morand

### Acteurs secondaires
- Jean-Luc Joseph : Fred

### Acteurs invités
- Michel Voïta : Maxime Vernon
- Jean-Baptiste Marcenac : Gabriel Valmer

## Épisodes

### Épisode 1:Revivre encore
- Titre original : Revivre encore
- Numéros : 63 (6-01)
- Scénariste(s) :
- Réalisateur(s) :
- Diffusion(s) : 
  -  France : 9 décembre 2010 sur TF1
- Audience(s) : 6,25 millions (première diffusion, France)
- Invité(es) :
- Résumé :
- Commentaires :

### Épisode 2:Retour de flammes
- Titre original : Retour de flammes
- Numéros : 64 (6-02)
- Scénariste(s) :
- Réalisateur(s) :
- Diffusion(s) : 
  -  France : 16 décembre 2010 sur TF1
- Audience(s) :  (première diffusion, France)
- Invité(es) :
- Résumé :
- Commentaires :

### Épisode 3:Requiem assassin
- Titre original : Requiem assassin
- Numéros : 65 (6-03)
- Scénariste(s) :
- Réalisateur(s) :
- Diffusion(s) : 
  -  France : 5 mai 2011 sur TF1
- Audience(s) :  (première diffusion, France)
- Invité(es) : Hugo Becker, Decibel Circus
- Résumé : Le guitariste du groupe The Smash (alias Decibel Circus), Erwan Guillermo, s'effondre lors d'un concert au Casino de Paris. Tout porte à croire qu'il s'agit de son ami de toujours, le chanteur du groupe. Malik, quant à lui, vient en aide à Cécile Challonges dont l'appartement a été cambriolé.
- Commentaires : On peut reconnaître Hugo Becker, qui joue le Prince Louis de Monaco dans Gossip Girl, dans le rôle d'Emmanuel. On y trouve également le groupe de Blues-Rock Decibel Circus.

### Épisode 4:Coup de sang
- Titre original : Coup de sang
- Numéros : 66 (6-04)
- Scénariste(s) :
- Réalisateur(s) :
- Diffusion(s) : 
  -  France : 5 mai 2011 sur TF1
- Audience(s) :  (première diffusion, France)
- Invité(es) :
- Résumé :
- Commentaires :

### Épisode 5:À la vie, à la mort
- Titre original : À la vie, à la mort
- Numéros : 67 (6-05)
- Scénariste(s) :
- Réalisateur(s) :
- Diffusion(s) : 
  -  France : 12 mai 2011 sur TF1
- Audience(s) :  (première diffusion, France)
- Invité(es) :
- Résumé :
- Commentaires :

### Épisode 6:Mort suspecte
- Titre original : Mort suspecte
- Numéros : 68 (6-06)
- Scénariste(s) :
- Réalisateur(s) :
- Diffusion(s) : 
  -  France : 12 mai 2011 sur TF1
- Audience(s) :  (première diffusion, France)
- Invité(es) :
- Caroline Filipek (Caroline Luspot)
- Frédéric Imberty (Henri Laroche / Nounours)
- Thierry Paret (Docteur Gosil)
- Antonio Cauchois (Avocat Techno Invest)
- Adrien Saint-Joré (Homme de main)
- Francis Pétrel (Directeur Techno Invest)
- Jean-Louis Bonnet (Conducteur)
- Avec la participation de Marc Samuel (Procureur Lévêque)

- Résumé : Hugo Challonges est retrouvé mort dans un accident de voiture. Si l’équipe remet en cause la thèse de l’accident et veut enquêter, Sagnac fait tout pour les en empêcher. Que cache cette attitude ambigüe ? Malik, Julie et Katia décident de braver les injonctions de leur patron et mènent l'enquête. Ces dernières semaines, Hugo était préoccupé par un scandale sanitaire : une usine serait responsable de graves problèmes de fertilité chez ses employées. Celles-ci ont fondé une association pour pouvoir riposter en justice contre cette société. Est-elle responsable du décès d'Hugo ?

- Commentaires : Démissions de Gilles Sagnac et d'Hugo Challonges (à la suite des départs des acteurs Philippe Caroit et Pierre-Loup Rajot)

### Épisode 7:Zone rouge
- Titre original : Zone rouge
- Numéros : 69 (6-07)
- Scénariste(s) :
- Réalisateur(s) :
- Diffusion(s) : 
  -  France : 19 mai 2011 sur TF1
- Audience(s) :  (première diffusion, France)
- Invité(es) :
- Résumé : Un pilote de moto est découvert mort près d’un circuit. S’agit-il d’un tragique accident ou l’a-t-on aidé à faire le « grand saut » ? Les enquêteurs du R.I.S tentent d'élucider l'affaire tout en se demandant qui va être leur nouveau patron après le départ de Sagnac. Serait-ce le commandant Vernon, chargé de cette nouvelle affaire ?
- Commentaires : Prise de fonction du commandant Maxime Vernon à la tête du RIS.

### Épisode 8:Sur le vif
- Titre original : Sur le vif
- Numéros : 70 (6-08)
- Scénariste(s) :
- Réalisateur(s) :
- Diffusion(s) : 
  -  France : 19 mai 2011 sur TF1
- Audience(s) :  (première diffusion, France)
- Invité(es) :
- Résumé :
- Commentaires :

### Épisode 9:Fou d'amour
- Titre original : Fou d'amour
- Numéros : 71 (6-09)
- Scénariste(s) :
- Réalisateur(s) :
- Diffusion(s) : 
  -  France : 26 mai 2011 sur TF1
- Audience(s) :  (première diffusion, France)

- Invité(es) :

- Éric Franquelin (Docteur Gerson)
- Ophélie Koering (Clara Monestier)
- Stéphane Hohn (Jean Monestier)
- Boris Terral (Marc Delmas)
- Hélène Darras (Betty Delmas)
- Valérie Leroy (Estelle)
- Claude-Alexandre Eclar (Le vigile)
- Fabrice Simon (Infirmier costaud)
- Giovanni Savoia (Castelli)

- Résumé : Qui a tué Clara Monestier, jeune psychiatre retrouvée étranglée dans l’hôpital où elle travaillait ? Les soupçons se tournent immédiatement vers Marc Delmas, un schizophrène interné pour le meurtre de sa femme. Un suspect un peu trop « idéal » pour le commandant Vernon…

- Commentaires :

### Épisode 10:Temps mort
- Titre original : Temps mort
- Numéros : 72 (6-10)
- Scénariste(s) :
- Réalisateur(s) :
- Diffusion(s) : 
  -  France : 26 mai 2011 sur TF1
- Audience(s) :  (première diffusion, France)
- Invité(es) :
- Résumé :
- Commentaires :